# Burg Auerbach
Die Burg Auerbach ist der Rest einer Spornburg auf einem Bergsporn in der Stadt Auerbach im Vogtlandkreis in Sachsen.

## Geschichte
Die Burg entstand im 12. Jahrhundert im Zuge der Ostexpansion als mittelalterlicher Stützpunkt zum Schutz fränkischer und Thüringer Siedler.
Die erste urkundliche Erwähnung der Burg, die kein reiner Herrensitz war, erfolgte 1348 als Castrum Urbach mit dem Burgherren Conradus de Urbach, einem Vasall der Vögte von Gera, Weida und Plauen. Ab 1350 blieb sie im Besitz der Vögte, welche die Burg mehrfach erweiterten. Ursprünglich besaß sie eine Zugbrücke, welche einen 17 Meter langen Graben überspannte. Der Turm selbst hatte seinen Hocheingang in 12 Metern Höhe und war ursprünglich nur über eine Strickleiter zugänglich. Erst 1705 erhielt er einen zweiten Zugang, der vom Dachboden des angrenzenden Wohnbaues erreichbar war.
1757 wurde die Burg durch einen Stadtbrand zerstört und bis auf einen Rest des Bergfrieds abgetragen. 1849 erwarb der Fabrikant Keffel das Ruinengelände und ließ die Ruine stark verändert wieder aufbauen. Der Turm erhielt dabei eine Holzhaube und eine hölzerne Wendeltreppe und diente fortan als Aussichtsturm. 1909 kaufte die Stadt Auerbach das Areal und begann mit weiteren Um- und Ausbauarbeiten. Der Turm wurde dabei aufgestockt und die hölzerne Haube durch ein Ziegeldach ersetzt. Am 15. Januar 1911 wurde im Schlossgebäude die Gaststätte „Schloßschänke“ eröffnet.

## Beschreibung
Das ehemalige Burgareal auf einem Durchmesser von 35 Meter zeigt sich heute völlig verändert und ist zum Teil überbaut. Der runde 43 Meter hohe Schlossturm mit neuem Zugang entspricht im unteren Teil dem mittelalterlichen Bergfried, dessen Stumpf einen äußeren Durchmesser von neun Meter hat. Die Vorburg lag im Rittergutsbereich, von dem noch Kellerräume erhalten sind. Am 7. Dezember 1977 wurde das Burgareal als Bodendenkmal geschützt.